# واخوان
در موسیقی سنتی ایران، واخوان یا واخون اصطلاحی است که برای اشاره به نواختن یک نت روی یک سیم ساز به کار می‌رود چنانکه این سیم به صورت دست‌باز (بدون انگشت‌گذاری) اجرا شود و ملودی اصلی روی سیم دیگری اجرا شود. به آن سیم هم در اصطلاح «سیم واخوان» گفته می‌شود.

## تعریف
کامبیز روشن‌روان واخوان را چنین تعریف کرده‌است که یکی از شیوه‌های اجرایی در موسیقی ایرانی است که در آن یک سیم دست‌باز به طور مداوم به ارتعاش در می‌آید در حالی که ملودی اصلی روی سیم دیگری اجرا می‌شود. به سیمی که به این شکل استفاده می‌شود هم «سیم واخوان» گفته می‌شود. مثلاً در ساز کمانچه، نوازنده آرشه را به طور مداوم روی دو سیم می‌کشد که یکی همیشه یک نت ثابت را اجرا می‌کند (واخوان) و دیگری که معمولاً سیم با صدای زیرتر است، با انگشت‌گذاری نوازنده، ملودی اصلی را اجرا می‌کند.

## خصوصیات
معمولاً نت واخوان یکی از نت‌های غالب گوشه است، نظیر نت شاهد یا نت ایست. از همین رو، جابه‌جایی از گوشه‌ای به گوشهٔ دیگر می‌تواند باعث شود که نت واخوان نیز تغییر کند. در برخی اجراهای چهارمضراب، از دو سیم متفاوت برای اجرای ملودی و واخوان استفاده می‌شود، مثلاً واخوان با کمک سیم چهارم سازهای آرشه‌ای و مضرابی (مثل تار یا کمانچه) اجرا می‌شود و ملودی به طور همزمان روی سیم دیگری به پیش برده می‌شود.
به نظر می‌رسد که پدیدهٔ واخوان از دیرباز در موسیقی ایرانی وجود داشته‌است؛ چنان‌که در اجرای موسیقی با سرنا در کنسرت‌های مردمی مرسوم بوده‌است که دو سرنا با هم به اجرای موسیقی بپردازند که یکی واخوان را بدون انقطاع نگه می‌داشته و دیگری ملودی را اجرا می‌کرده‌است. گاهی نیز از سه سرنا استفاده می‌شد که سومی برای نگه داشتن واخوان وارد می‌شد تا نوازندهٔ دومی بتواند استراحت کند.
مرتضی حنانه اصطلاح «واخوان» را مترادف با نت پدال دانسته‌است و در کتاب گام‌های گمشده نوشته‌است که در سازهایی مانند تار که چهار سیم دارند، نوازنده عموماً انگشت‌گذاری را روی سیم‌های اول و دوم که صدای زیرتر و شفاف‌تری دارند انجام می‌دهد و از سیم سوم که صدای بم‌تر و خفه‌تری دارد معمولاً به صورت یک نت پدال یا واخوان استفاده می‌کند. محمدعلی بهارلو نیز این دو اصطلاح را برابر دانسته‌است. به گفتهٔ بهارلو، واخوان یا پدال، یکی از نت‌های اساسی پایهٔ چهارمضراب است که در سازهای آرشه‌ای به صورت ممتد، و در سازهای زخمه‌ای به صورت تک تک (منقطع) اجرا می‌شود. برای اجرای منقطع واخوان در سازهای آرشه‌ای می‌توان از تکنیک‌های آرشه‌کشی نظیر استاکاتو یا اسپیکاتو استفاده کرد. وی همچنین اشاره می‌کند که اغلب چهارمضراب‌ها به شکلی اجرا می‌شوند و ساز به شکلی کوک می‌شود که نت واخوان روی یکی از سیم‌ها به صورت «دست باز» (بدون فشردن انگشت روی رودسته) اجرا شود. این امر گاهی مستلزم تغییر کوک ساز است؛ مثلاً ممکن است کوک ویولن از «می - لا - ر - سل» تغییر داده شود تا حالت دست باز یکی از سیم‌ها، امکان اجرای نت پدال برای چهارمضراب در دستگاه مورد نظر را فراهم کند.

## یادداشت
1. ↑  اسپیکاتو (به ایتالیایی: spiccato) تکنیکی شبیه به استاکاتو در نواختن سازهای آرشه‌ای مثل ویولن است. در استاکاتو نت به صورت منقطع (جدا از نت‌های قبلی و بعدی) اجرا می‌شود ولی آرشه روی سیم ساز می‌ماند. در اسپیکاتو، نت منقطع اجرا می‌شود و در انتهای اجرای نت، آرشه از سیم جدا می‌شود.[۵]